# Ángel Ortiz
Ángel Ortiz (Aregua, 1977. december 27. –) paraguayi válogatott labdarúgó.

## Pályafutása

### Válogatottban
A paraguayi válogatottban 27 mérkőzést játszott.

## Statisztika
| Paraguayi válogatott | Paraguayi válogatott | Paraguayi válogatott |
| Időszak              | Mérk.                | gól                  |
| -------------------- | -------------------- | -------------------- |
| 2003                 | 13                   | 0                    |
| 2004                 | 6                    | 0                    |
| 2005                 | 7                    | 0                    |
| 2006                 | 0                    | 0                    |
| 2007                 | 1                    | 0                    |
| Összesen             | 27                   | 0                    |